# Euomphalia strigella
Euomphalia strigella is een slakkensoort uit de familie van de Hygromiidae. De wetenschappelijke naam van de soort werd in 1801 voor het eerst geldig gepubliceerd door Jacques Draparnaud.

## Kenmerken

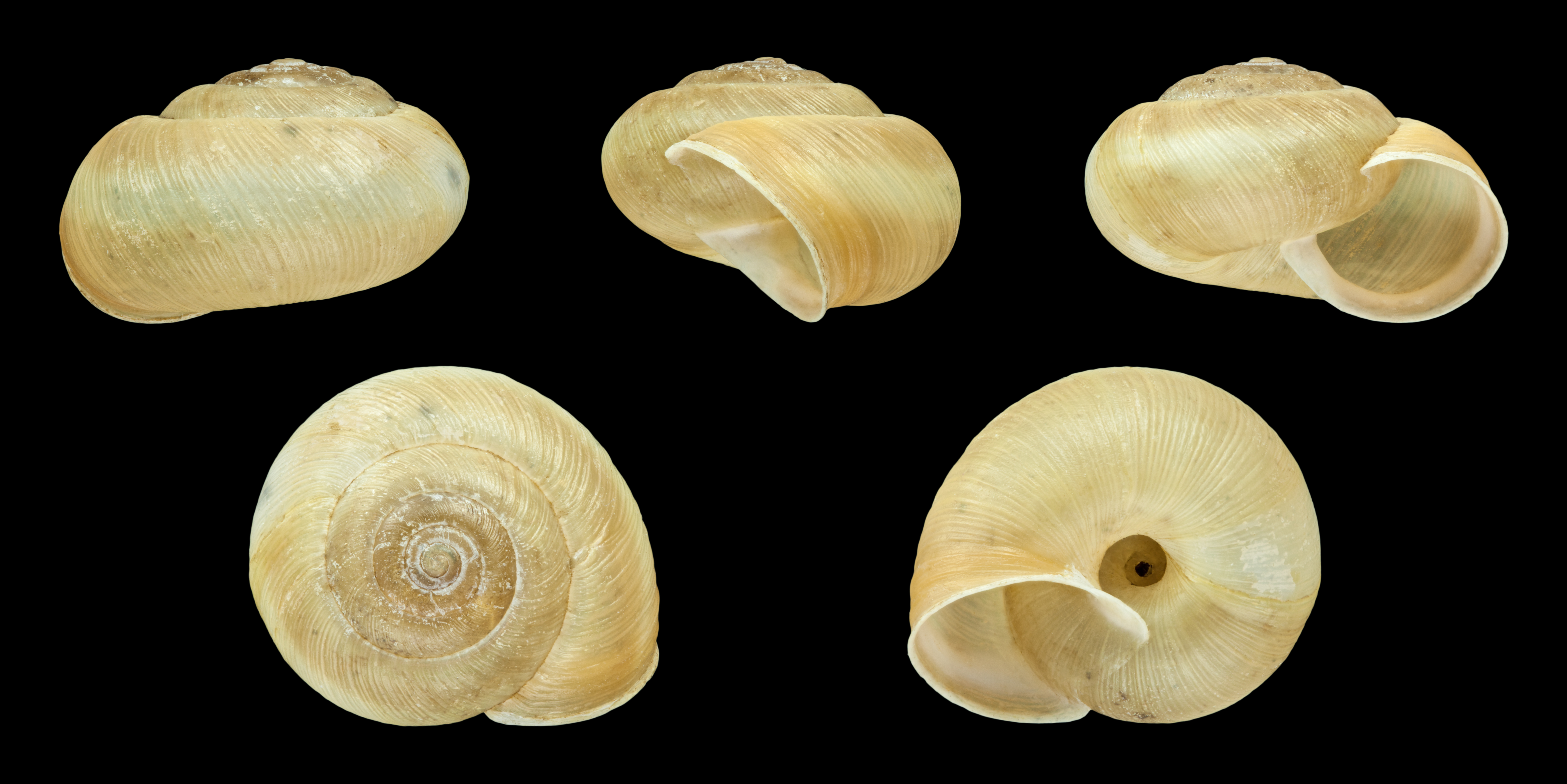

Het huisje van deze slak is 10 tot 12 mm hoog en 12 tot 18 mm breed als hij volledig volgroeid is. Het is bolvormig met een laag-conische, licht convexe top. Er zijn 5 tot 6 gebogen windingen gescheiden door een duidelijke hechtdraad. De onderkant is afgerond, de navel is wijd open. Het is enigszins excentriek en neemt ongeveer 1/5 van de diameter van het huisje in beslag. De laatste winding valt scherp naar de mond toe, de mond is licht elliptisch tot eivormig. De mondrand is scherp taps toelopend, iets naar buiten gedraaid en aan de binnenkant versterkt door een sterke witte lip. Aan de pariëtale kant komen de mondranden vrij dicht bij elkaar.
Het huisje is vrij sterk, de kleur is geelachtig tot lichtbruin. De periferie vertoont vaak een zwakker gekleurde, ondoorzichtige zone. Het oppervlak is sterk en onregelmatig gestreept. Vrijwel direct bij de mond loopt een lichtere of donkere band evenwijdig aan de mondrand. De schelpen van jonge exemplaren zijn altijd behaard, de haaruitval in het volwassen stadium. Het zachte lichaam is geelgrijs tot roodbruin met zwarte vlekken onder het huisje. De tentakels zijn iets donkerder. De onderste tentakels zijn uitzonderlijk lang in verhouding tot de bovenste tentakels.

## Geografische spreiding en leefgebied
Het verspreidingsgebied strekt zich uit van Noordoost-Spanje, Centraal-Europa tot aan de Zwarte Zee (Kazan-regio), de Kaspische Zee tot aan de Oeral. In Scandinavië is het bewezen tot 63° noorderbreedte, in Rusland tot 61° noorderbreedte. Geïsoleerde afzettingen zijn bekend uit Portugal en Zuid-Turkije. Maar het ontbreekt op de Britse Eilanden. In Zwitserland zou het moeten stijgen tot 2.600 meter, in Bulgarije tot 1.600 meter.
Het leefgebied van de soort is warme, vrij droge, aan de zon blootgestelde locaties in schaarse dennen- en eikenbossen, struiken, weiden en droge graslanden met struiken, en rotsachtige hellingen in de bergen. Het geeft de voorkeur aan kalkrijke locaties, maar niet uitsluitend. In Bulgarije leeft hij op nogal vochtige, meer schaduwrijke plaatsen in bergvalleien.

## Voortplanting en levensstijl
Euomphalia strigella leeft voornamelijk op de grond, waar hij zich verbergt onder dicht kreupelhout, onder bladeren, in het wortelvilt van de vegetatie of onder met mos bedekte stenen en puin in droge perioden. Ze worden zelden gevonden gehecht aan planten in de struiklaag. Alleen als het regent kruipt hij rond in zijn leefgebied. De dieren bewegen heel langzaam en reageren bij de minste verstoring door veel slijm af te scheiden.
Voortplanting en het leggen van de eieren vindt plaats tussen april en half mei. De dieren voeden zich voornamelijk met dood en rottend plantaardig materiaal, alsmede ook aan verse kruiden.